# GameTrailers
GameTrailers (GT) war eine Website, die auf computerspielbezogenen Inhalt spezialisiert ist. Sie bot freien Zugriff auf Video-Reviews/Previews, Spieletrailer und aufgenommene Gameplayvideos.
Benutzer konnten Videos uploaden, Blogs erstellen und in Foren teilnehmen. Außerdem konnten die Benutzer Gruppen für Videospiele und andere Interessen erstellen, wobei Gruppen Zugang zu privaten Foren hatten. GameTrailers hatte zuerst eine Währung namens GameTrailers Dollars (GTD), welche nur bei Interaktion mit der Website verdient werden konnte und dazu benutzt wurde, digitale Items und reale Merchandise-Produkte zu erwerben. Diese Währung wurde jedoch von einer neuen Währung namens GameTrailers Points (GTP) ersetzt.

## Geschichte
GameTrailers wurde 2003 von Geoff Grotz und Brandon Jones gegründet. Jon Slusser und seine Firma Hornet Animation investierten in das Startup und Jon wurde Chief Executive Officer (CEO). Die Firma wurde im November 2005 für eine ungenannte Summe von MTV (Viacom) übernommen.
Zwischen den Jahren 2005 und 2008 lief beim amerikanischen Fernsehsender Spike das von GameTrailers produzierte Computerspielmagazin Game Head. 2008 wurde die Sendung in GameTrailers TV with Geoff Keighley umbenannt und lief bis zu ihrer Einstellung im November 2013 ebenfalls bei Spike.
2007 restrukturierte MTV Networks seine Unterhaltungs-Sparte, wobei iFilm.com und SpikeTV.com in Spike.com verschmelzt wurden und zusammen mit GameTrailers und Xfire in die Spike Digital Entertainment gebündelt wurden. Jon Slusser wurde Senior Vizepräsident, Geoff Grotz Vizepräsident für Produktentwicklung und Brad Winters der neue GM (General Manager) von GameTrailers.
Im Juni 2014 wurde GameTrailers an Defy Media verkauft und zwei Drittel der Angestellten entlassen.
Am 9. Februar 2016 gab GameTrailers seine sofortige Schließung durch Defy Media bekannt. Brandon Jones und Teile der entlassenen Redaktion gründeten daraufhin die Website Easy Allies, die ähnliche Themen wie GameTrailers abdeckt, allerdings ausschließlich auf selbst produzierte Inhalte setzt und keine Trailer mehr hochlädt. Den YouTube-Kanal von GameTrailers übernahm im Mai IGN, die dort auch weiterhin Trailer hochladen.